# Kacsóta
Kacsóta község Baranya vármegyében, a Szentlőrinci járásban.

## Fekvése
A vármegye középső-nyugati részén helyezkedik el, Szentlőrinc nyugati szomszédságában, a várostól mintegy 3 kilométer távolságra. A további szomszédos települések: északkelet felől Csonkamindszent, délkelet felől Királyegyháza, délnyugat felől Szentdénes, nyugat felől Nagypeterd, északnyugat felől pedig Nagyváty.

### Megközelítése
Legfontosabb közúti elérési útvonala a 6-os főút, mely áthalad a központján, ezen érhető el Szentlőrinc és Szigetvár felől is; határszélét délnyugaton érinti még az 5807-es út is.
A hazai vasútvonalak közül a Murakeresztúr–Szentlőrinc-vasútvonal érinti, melynek legközelebbi megállási pontja Szentdénes megállóhely, alig néhány lépésre a nyugati határszélétől.

## Története
Kacsóta már az Árpád korban is lakott  hely volt.
1375-ben említik először az oklevelek Kardosfalva néven. Ekkor a mai község helyén három falu is állt: Kardosfalva, Giróttfa és Boldogasszonyfa nevét említik itt a korabeli okiratok.
1542-ben neve Kachota-ként volt említve, s Giróttfa és Boldogasszonyfa már csak mint külterületi rész volt említve.
A falu a török hódoltság alatt sem néptelenedett el, néhány család ekkor is lakta a települést.
Lakói mindenkor főleg magyarok voltak.

## Közélete

### Polgármesterei
- 1990–1994: Papp Zoltán (független)[3]
- 1994–1998: Papp Zoltán (független)[4]
- 1998–2002: Papp Zoltán (független)[5]
- 2002–2006: Papp Zoltán (független)[6]
- 2006–2010: Papp Zoltán (független)[7]
- 2010–2014: Papp Zoltán Viktor (független)[8]
- 2014–2019: Papp Zoltán Viktor (független)[9]
- 2019–2024: Borovics Emese (független)[10]
- 2024– : Borovics Emese (független)[1]

## Népesség
A település népességének változása:
| Lakosok száma | 272  | 263  | 273  | 252  | 258  | 275  | 278  | 277  |
|               | 2013 | 2014 | 2015 | 2019 | 2021 | 2022 | 2023 | 2024 |

A 2011-es népszámlálás során a lakosok 95,2%-a magyarnak, 2,2% cigánynak, 0,7% németnek mondta magát (4% nem nyilatkozott; a kettős identitások miatt a végösszeg nagyobb lehet 100%-nál). A vallási megoszlás a következő volt: római katolikus 68,5%, református 3,3%, evangélikus 0,4%, görögkatolikus 0,4%, izraelita 0,4%, felekezeten kívüli 7,3% (17,9% nem nyilatkozott).
2022-ben a lakosság 96%-a vallotta magát magyarnak, 17,5% cigánynak, 1,5% németnek, 1,1% horvátnak, 0,4% bolgárnak, 2,2% egyéb, nem hazai nemzetiségűnek (3,6% nem nyilatkozott; a kettős identitások miatt a végösszeg nagyobb lehet 100%-nál). Vallásuk szerint 45,1% volt római katolikus, 4% református, 0,4% evangélikus, 0,4% izraelita, 1,5% egyéb keresztény, 1,1% egyéb katolikus, 21,1% felekezeten kívüli (26,5% nem válaszolt).

## Nevezetességei

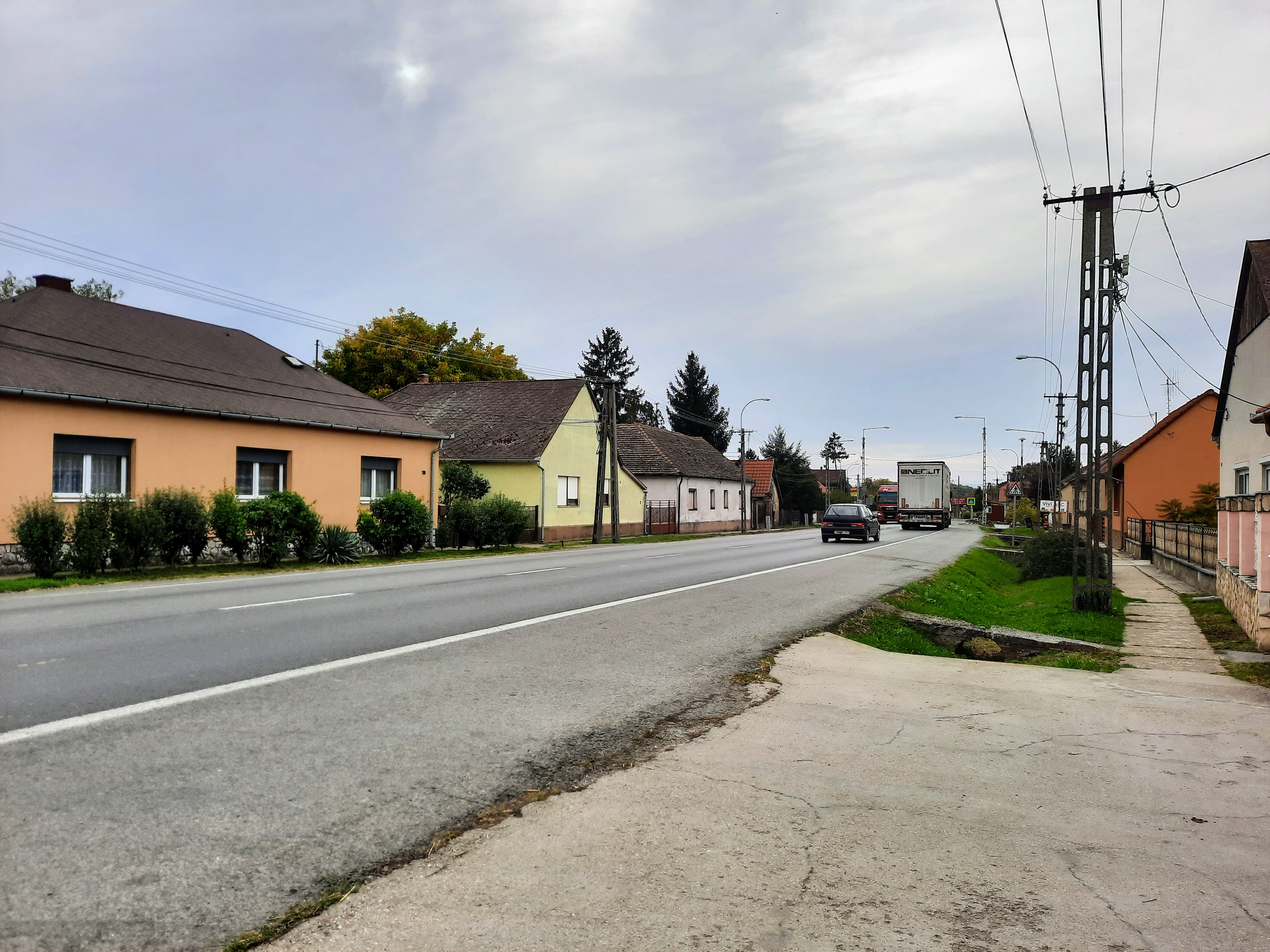
Kossuth utca

- Római katolikus kápolna